# Võ Ngọc Toàn
Võ Ngọc Toàn (sinh ngày 20 tháng 10 năm 1994) là một cầu thủ bóng đá người Việt Nam hiện thi đấu ở vị trí tiền vệ cho câu lạc bộ SHB Đà Nẵng tại V.League 1.

## Danh hiệu
SHB Đà Nẵng
- V.League 2
  -  Vô địch: 2023–24